# The Mexican's Last Raid
The Mexican's Last Raid est un film muet américain réalisé par Frank Lloyd et sorti en 1914.

## Synopsis
Un drame qui se déroule dans le Sud-Ouest des Etats-Unis à une époque où les bandits mexicains s'affrontaient dans les montagnes et lançaient des raids aux propriétaires terriens et aux mineurs.

## Fiche technique
- Titre : The Mexican's Last Raid
- Réalisation : Frank Lloyd
- Production : Nestor Film Company
- Distribution : Universal Film Manufacturing Company
- Genre : Western
- Date de sortie :
  - États-Unis : 11 mars 1914

## Distribution
- Cleo Madison : la fille de Jones
- J. Farrell MacDonald : Bill
- Frank Lloyd : Jones
- Victoria Forde